# Osanica (Velika Morava)
Pour les articles homonymes, voir Osanica.
L'Osanica (en serbe cyrillique : Драчка река) est une rivière de Serbie. Elle a une longueur de 28 km et elle est un affluent de la Velika Morava.
L'Osanica appartient au bassin versant de la mer Noire. Elle n'est pas navigable.

## Géographie
L'Osanica Osanica prend sa source à Donja Sabanta, au pied du mont Bucje, un pic des monts Crni vrh.